# Герінгсдорф (аеропорт)
Аеропорт Герінгсдорф (нім. Flughafen Heringsdorf) (IATA: HDF, ICAO: EDAH) — регіональний аеропорт, розташований неподалік від Гарц на острові Узедом, Німеччина. Раніше тут була авіабазою Східної Німеччини, і сьогодні вона пропонує літні маршрути відпочинку з міст Німеччини та Швейцарії, а також загальну авіацію.
Аеропорт має свою назву від сусіднього муніципалітету Герінгсдорф, розташованого приблизно за 10 км на північ. Однак найбільшим містом на острові є Свіноуйсьце, Польща, відразу на схід від аеропорту.

## Опис
Аеропорт Герінгсдорф має невелику будівлю терміналу, обладнану реєстраційними стійками та інформаційним бюро. На пероні є одне місце стоянки для літаків середнього розміру, таких як Airbus A319, і кілька місць стоянки для менших літальних апаратів, таких як Cessna 172.

## Авіалінії та напрямки
| Авіакомпанія                  | Пункт призначення                 |
| ----------------------------- | --------------------------------- |
| Austrian Airlines             | Сезонний: Лінц                    |
| Eurowings                     | Сезонний: Дюссельдорф, Штутгарт   |
| Lufthansa                     | Сезонний: Франкфурт               |
| Swiss International Air Lines | Сезонний: Цюрих (з 4 травня 2019) |